# Rally de La Nucía-Mediterráneo
El Rally de La Nucía-Mediterráneo (oficialmente Rally de La Nucía-Mediterráneo - Trofeo Costa Blanca) es una prueba de rally que se celebraba anualmente en la localidad de La Nucía, Provincia de Alicante, aunque anteriormente se realizó en Villajoyosa, organizada por la Asociación Interclubs Automovilismo de la Provincia de Alicante (A.I.A.) y es puntuable para el Campeonato de España de Rally. Inicialmente se llamó Rally Mediterráneo hasta 2004, luego cambió a Rally La Vila Joiosa hasta 2011 y en 2016 adoptó el nombre actual Rally de La Nucía-Mediterráneo.

## Historia
Desde 2007 el vencedor ha sido siempre el piloto local, Miguel Ángel Fuster, consiguiendo ser el piloto con más victorias en la prueba, primeramente con el Fiat Grande Punto S2000 en 2007, año en que ganó también su segundo campeonato de España y 2008 para posteriormente hacerlo con el Porsche 911 GT3 en tres ocasiones más y de manera consecutiva.
En 2012 la prueba se cayó del calendario nacional por motivos económicos, tras once años siendo puntuable para el certamen nacional y cuatro después en 2016 regresó al campeonato bajo el nombre de Rally de La Nucía-Mediterráneo. En esta edición Alberto Monarri se llevó la victoria, la primera en su cuenta particular en el campeonato de España, tras el abandono de Cristian García Martínez el cual llegaba a la prueba recién proclamado campeón de España. En 2017 sería Iván Ares con el Hyundai i20 R5 quien se adjudicó el triunfo por delante de Miguel Fuster.

## Palmarés
| Año  | Edición                             | Piloto              | Copiloto             | Vehículo                 | Series         |
| ---- | ----------------------------------- | ------------------- | -------------------- | ------------------------ | -------------- |
| 1999 | 9.º Rally Airtel-Mediterráneo       | Alex Abadía         | Maribel Varón        | Peugeot 106 Kit Car      | Preinscripción |
| 2000 | 10.º Rally Mediterráneo-Airtel      | Jesús Puras         | Marc Martí           | Citroën Xsara Kit Car F2 | CERA           |
| 2001 | 11.º Rally del Mediterráneo         | Jesús Puras         | Marc Martí           | Citroën Xsara T4 WRC     | CERA           |
| 2002 | 12.º Rally Mediterráneo             | Dani Solà           | Alex Romaní          | Citroën Saxo S1600       | CERA           |
| 2003 | 13.º Rally Mediterráneo             | Dani Solà           | Alex Romaní          | Citroën Saxo S1600       | CERA           |
| 2004 | 14.º Rally La Vila Joiosa           | Alberto Hevia       | Alberto Iglesias     | Renault Clio S1600       | CERA           |
| 2005 | 15.º Rally La Vila Joiosa           | Alberto Hevia       | Alberto Iglesias     | Renault Clio S1600       | CERA           |
| 2006 | 16.º Rally La Vila Joiosa           | Dani Solà           | Xavier Amigo         | Citroën C2 S1600         | CERA           |
| 2007 | 17.º Rally La Vila Joiosa           | Miguel Ángel Fuster | José Vicente Medina  | Fiat Grande Punto S2000  | CERA           |
| 2008 | 18.º Rally La Vila Joiosa           | Miguel Ángel Fuster | José Vicente Medina  | Fiat Grande Punto S2000  | CERA           |
| 2009 | 19.º Rally La Vila Joiosa           | Miguel Ángel Fuster | José Vicente Medina  | Porsche 911 GT3          | CERA           |
| 2010 | 20.º Rally La Vila Joiosa           | Miguel Ángel Fuster | José Vicente Medina  | Porsche 911 GT3          | CERA           |
| 2011 | 21.º Rally La Vila Joiosa           | Miguel Ángel Fuster | Nacho Aviñó          | Porsche 911 GT3          | CERA           |
| 2016 | 22.º Rally de La Nucía-Mediterráneo | Alberto Monarri     | Rodrigo Sanjuan      | Mitsubishi Lancer Evo X  | CERA           |
| 2017 | 23.º Rally de La Nucía-Mediterráneo | Iván Ares           | José Antonio Pintor  | Hyundai i20 R5           | CERA           |
| 2018 | 24.º Rally de La Nucía-Mediterráneo | Miguel Ángel Fuster | Ignacio Aviñó        | Ford Fiesta R5           | CERA           |
| 2019 | 25.º Rally de La Nucía-Mediterráneo | Pepe López          | Borja Rozada         | Citroën C3 R5            | CERA           |
| 2020 | 26.º Rally de La Nucía-Mediterráneo | José Antonio Suárez | Alberto Iglesias Pin | Škoda Fabia Rally2 evo   | CERA           |
| 2021 | 27.º Rallye La Nucía-Mediterráneo   | Surhayen Pernía     | Alba Sánchez         | Hyundai i20 R5           | S-CER, Copa    |
| 2022 | 28.º Rallye La Nucía-Mediterráneo   | Pepe López          | Borja Rozada         | Hyundai i20 N Rally2     | S-CER          |